# Neurocalyx calycinus
Neurocalyx calycinus là một loài thực vật có hoa trong họ Thiến thảo. Loài này được (R.Br. ex Benn.) Rob. mô tả khoa học đầu tiên năm 1910.

## Hình ảnh

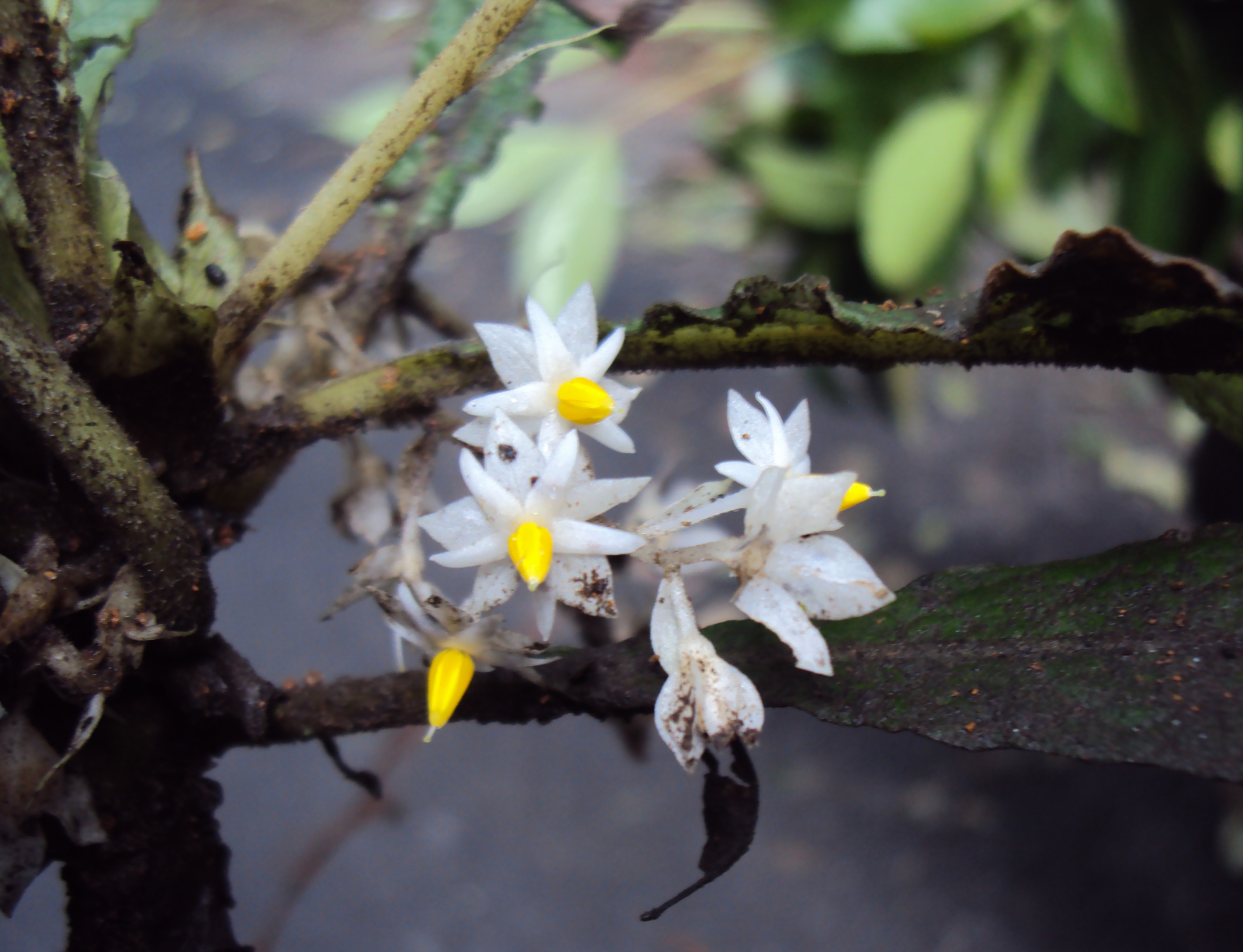
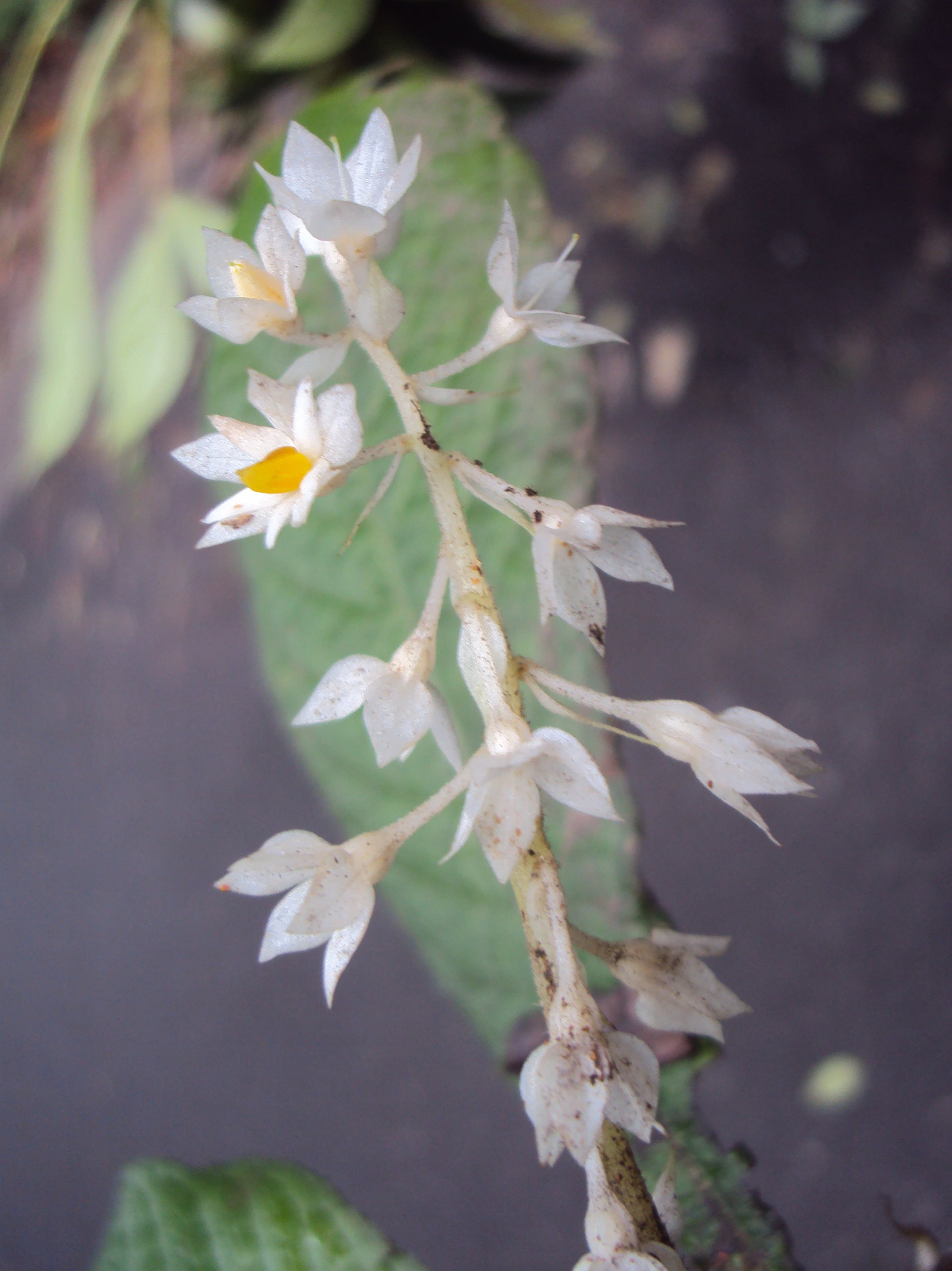
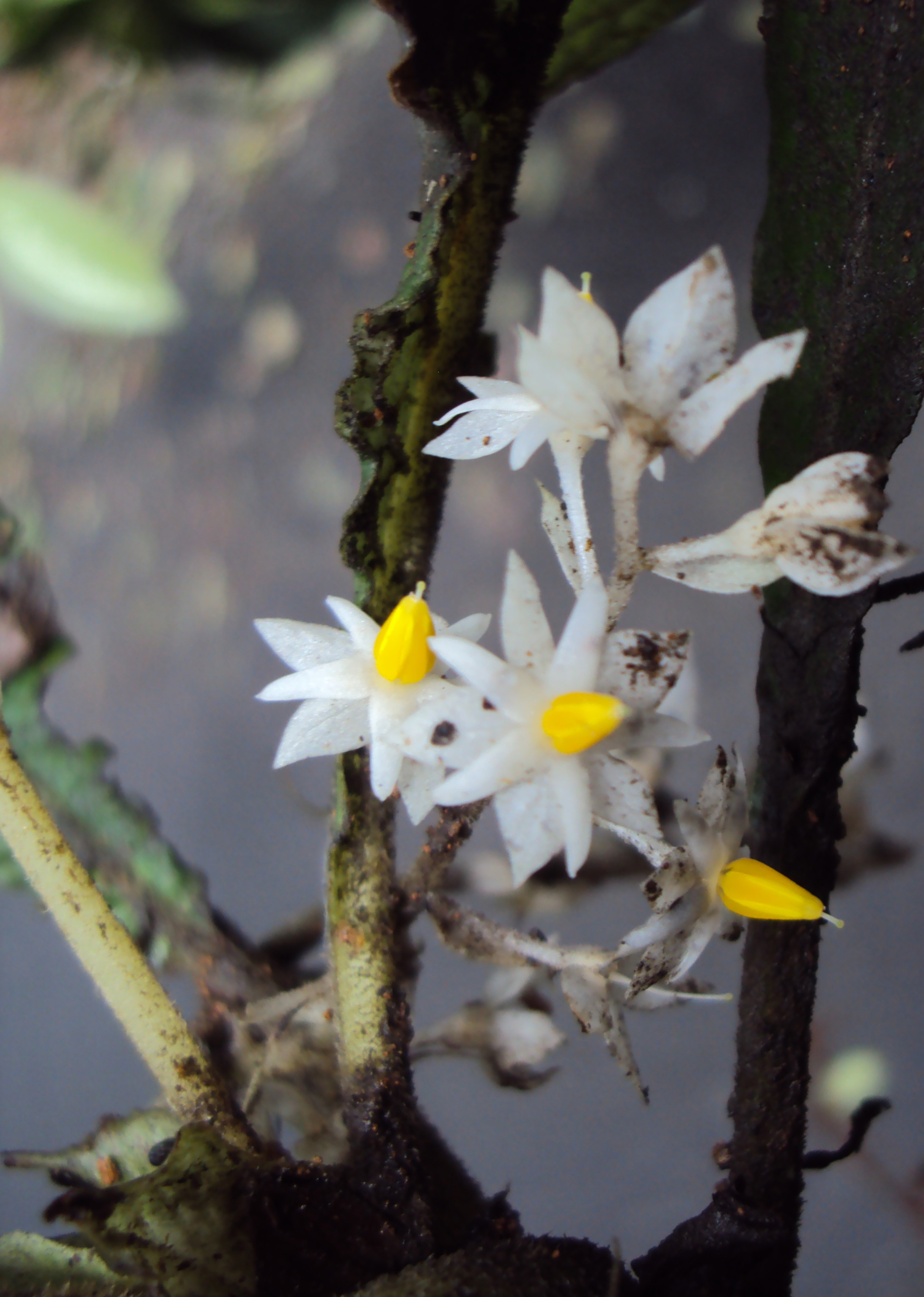
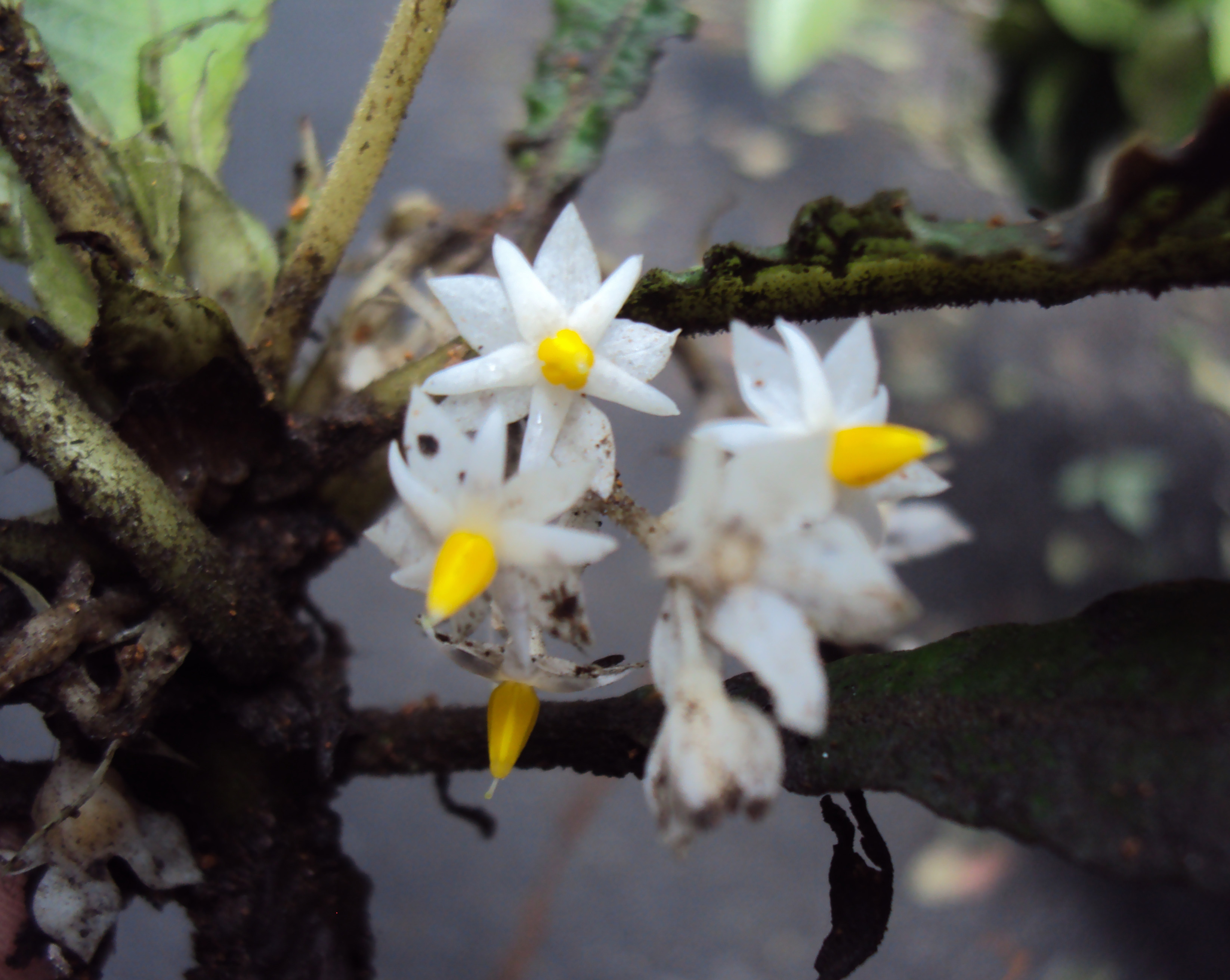